# Neuseen Classics
La Neuseen Classics es una carrera ciclista alemana disputada en Leipzig.
La carrera se celebró por primera vez en 1966 y nuevamente en 1994 esa vez como carrera amateur. Ya en 2004 tiene lugar cada año, desde entonces en mayo (siendo esa edición del 2004 amateur). Desde el año 2005 forma parte del UCI Europe Tour inicialmente en categoría 1.2. y posteriormente, en el 2007, en la categoría 1.1. La carrera tiene lugar en la zona sur de Leipzig, con inicio y fin en la ciudad de Zwenkau. En 2008 se celebró el lunes de pentecostés.
En el palmarés de esta prueba destacan grandes sprinters como los alemanes Danilo Hondo o André Greipel.

## Palmarés
En amarillo: edición amateur.
| Año       | Ganador           | Segundo                | Tercero           |
| --------- | ----------------- | ---------------------- | ----------------- |
| 1966      | Bernhard Eckstein | ?                      | ?                 |
| 1967-1995 | No se disputó     | No se disputó          | No se disputó     |
| 1996      | Sigi Hobel        | ?                      | ?                 |
| 1997-2003 | No se disputó     | No se disputó          | No se disputó     |
| 2004      | Lars Wackernagel  | Tito Schüler           | Eric Baumann      |
| 2005      | Marek Maciejewski | Christoph Meschenmoser | Maxim Rudenko     |
| 2006      | Danilo Hondo      | Krzysztof Jeżowski     | Tomasz Lisowicz   |
| 2007      | Denis Flahaut     | Steffen Radochla       | Javier Benítez    |
| 2008      | Steffen Radochla  | Olaf Pollack           | Eric Baumann      |
| 2009      | André Greipel     | Heinrich Haussler      | Sebastian Siedler |
| 2010      | Roger Kluge       | Steffen Radochla       | Enrico Peruffo    |
| 2011      | André Schulze     | Steffen Radochla       | Enrico Montanari  |
| 2012      | André Schulze     | Sébastien Chavanel     | Robert Förster    |

## Palmarés por países
| País     | Victorias |
| -------- | --------- |
| Alemania | 9         |
| Polonia  | 1         |
| Francia  | 1         |